# Автострада A19 (Італія)
Автострада A19 — автострада на острові Сицилія, яка має в довжину 199 км що сполучає Палермо з Катанією. Автомагістраль від Палермо пролягає узбережжям Тірренського моря на схід протягом 46 км, а потім повертає на південь, проходить через гори Мадоні та через центр острова, щоб спуститися на рівнину Катанії.
Автомагістраль з’єднана з A20 Мессіна-Палермо та з’єднана з A18 Катанія-Мессіна через RA15 (Кільцева дорога Катанії-Захід).

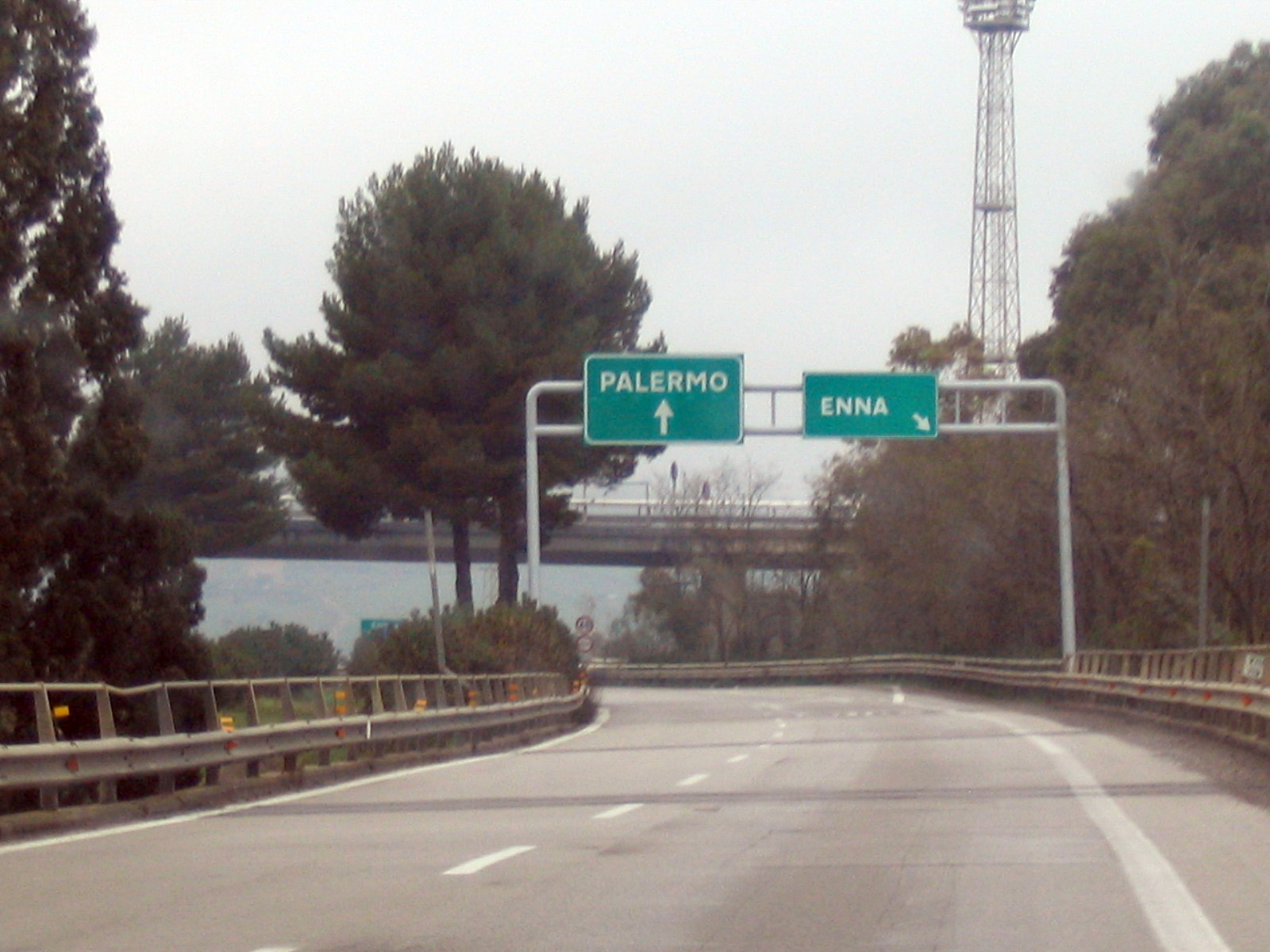
Виїзд на Enna на A19.